# Шевелёв, Сергей Юрьевич
Сергей Юрьевич Шевелёв (1 марта 1981, Псков — 8 августа 2008, Южная Осетия) — командир разведывательного взвода мотострелкового батальона 135-го мотострелкового полка (19-я мотострелковая дивизия, 58-я армия), старший лейтенант; Герой России (2008).

## Биография
По окончании средней школы № 16 Пскова в 1998 году поступал в Новосибирское общевойсковое командное училище, но не был принят. В 1999—2004 годах учился в Михайловском военном артиллерийском университете (Санкт-Петербург), по окончании которого служил в городе Прохладный (Кабардино-Балкария); командовал артиллерийским взводом, батареей. Во время учёбы входил в состав сборной команды университета по армейскому рукопашному бою и боксу, неоднократно становился призёром чемпионатов ЛенВО и университета.
С апреля 2008 года по собственному желанию служил в российском батальоне миротворческих сил ССПМ в Южной Осетии (командир разведывательного взвода). На рассвете 8 августа 2008 года расположенная на юго-западе Цхинвали база российских миротворцев была подвергнута артиллерийскому обстрелу, затем около 6 утра атакована танками при поддержке пехоты. С. Шевелёв организовывал оборону, укрытие раненых и мирных жителей; отражал танковые атаки грузинской армии. Около 9 часов утра был убит близким разрывом снаряда.
Похоронен 18 августа 2008 года на кладбище деревни Горнево (Псковский район, Псковская область).
Указом Президента Российской Федерации от 19 сентября 2008 года старшему лейтенанту Шевелёву Сергею Юрьевичу присвоено звание Героя Российской Федерации (посмертно).

### Семья
Жена — Анна; дочь — Валерия (род. 2004).

## Награды
- медаль «Золотая Звезда» Героя России (19.09.2008; № 924)
- орден «Уацамонга» (20.02.2019, Южная Осетия) — за мужество и героизм, проявленные при отражении агрессии Грузии против народа Южной Осетии в августе 2008 года[5]

## Память
В Михайловской военной артиллерийской академии проводится турнир по армейскому рукопашному бою, посвящённый Сергею Шевелеву.
19 июня 2014 года во втором военном городке Михайловской артиллерийской академии установлены бюст и оборудована комната героя с историей подвига, биографией и личными вещами Шевелева С.Ю.